# La legione dello spazio
La legione dello spazio (The Legion of Space) è un romanzo di fantascienza del 1947 scritto da Jack Williamson.

## Trama
Nel trentesimo secolo il genere umano popola diversi pianeti e la sua sicurezza è affidata alla Legione dello spazio, un corpo costituito appositamente dopo che il genere umano si affrancò dalla supremazia di una dinastia tirannica. Per conquistare la libertà gli uomini utilizzarono un'arma chiamata AKKA, il cui segreto si tramanda da generazioni di madre in figlia. L'ultima discendente e custode di questo segreto è la bella Aladoree Anthar, che viene rapita da una razza aliena. Il soldato John Ulnar, guardia del corpo appartenente alla legione deve salvare la custode e sventare i piani del suo malvagio zio.

## Storia editoriale
Inizialmente pubblicato a puntate a partire dal 1934 su Astounding Stories, il libro fu ripubblicato in volume unico nel 1947 ad opera della Fantasy Press.

## Sequel
L'autore ha realizzato ben quattro seguiti del romanzo:
- Gli uomini della cometa (The Cometeers) (1950)
- L'enigma del Basilisco (One Against the Legion) (1967)
- Three from the Legion (1980)
- La regina della Legione (The Queen of the Legion) (1983)

## Edizioni
- Jack Williamson, La legione dello spazio, traduzione di Stanis La Bruna, Urania n. 6, Arnoldo Mondadori Editore, 1952.
- Jack Williamson, La legione dello spazio, traduzione di Ugo Malaguti, I Classici della Fantascienza n. 1, Libra Editrice, 1969.
- Jack Williamson, La legione dello spazio, traduzione di Giuseppe Lippi, Oscar, Arnoldo Mondadori Editore, 1986.
- Jack Williamson, La legione dello spazio, traduzione di Giuseppe Lippi, I Massimi della Fantascienza n. 30, Arnoldo Mondadori Editore, 1992, ISBN 8804365803.
- Jack Williamson, La legione dello spazio, traduzione di Giuseppe Lippi, Club degli Editori, 1993.